# Cornutia obovata
Cornutia obovata là một loài thực vật có hoa trong họ Hoa môi. Loài này được Urb. mô tả khoa học đầu tiên năm 1899.

## Hình ảnh

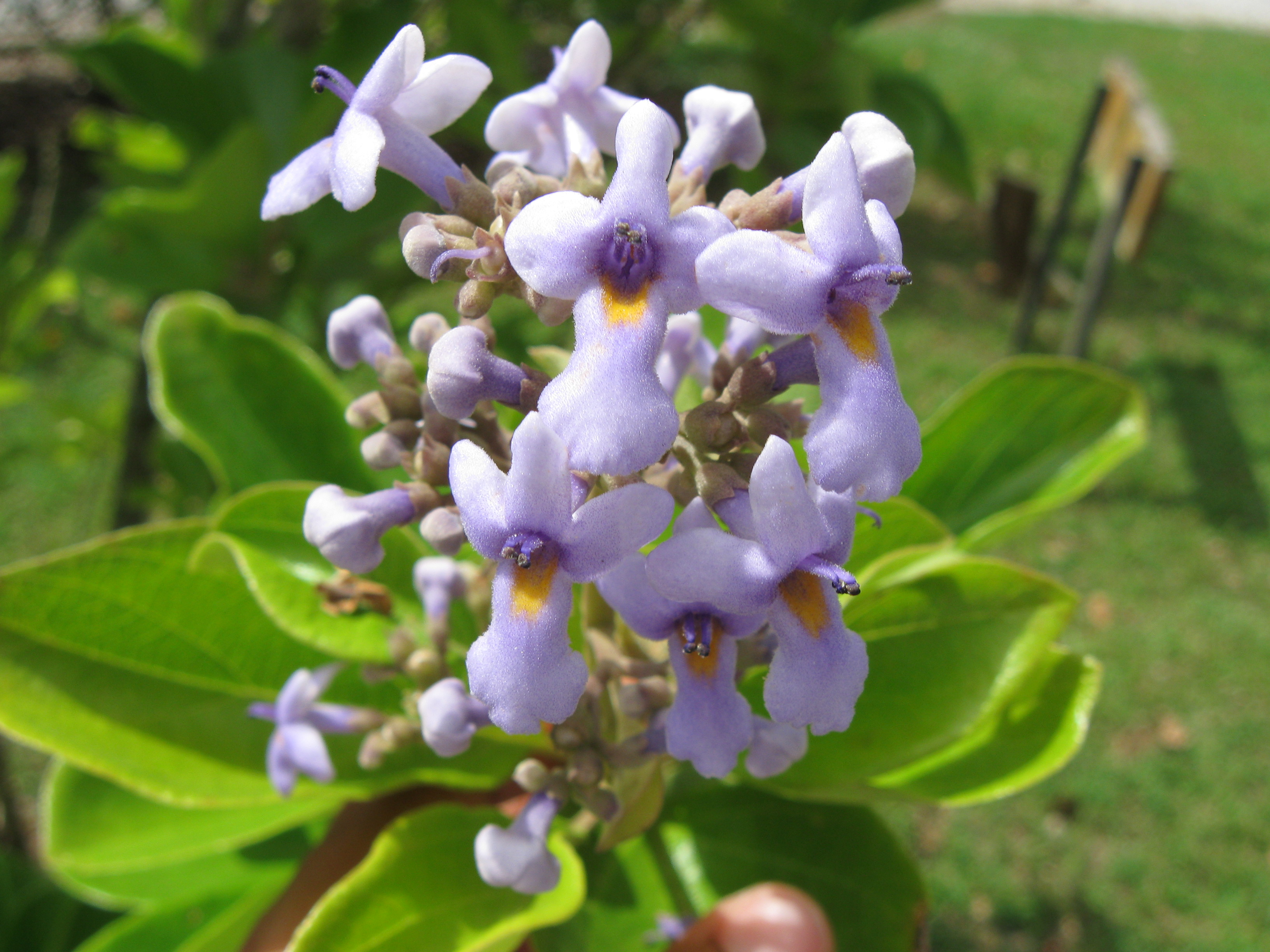